# Denkhaus Bremen
Denkhaus Bremen (Eigenschreibweise denkhausbremen) ist ein gemeinnütziger Verein mit Sitz in Bremen, der sich seit 2013 für globale Ressourcen-Gerechtigkeit und eine solidarische, ökologische und demokratische Zukunft einsetzt. Er beleuchtet mit seinen Kampagnen kritisch die Zusammenhänge zwischen ökologischen Themen und sozialer Gerechtigkeit und arbeitet dazu mit einem engen Netzwerk von Nichtregierungsorganisationen (NGO) zusammen.
In seiner Arbeit kritisiert denkhausbremen die negativen Folgen aus dem internationalen Geschäft mit Palmöl und Biomasse. Der Verein engagiert sich im Vorstand des weltweiten Environmental Paper Network, einem Zusammenschluss von über 100 Umweltschutzorganisationen zum Thema Papier. Im Projekt „Dialog Degrowth“ diskutiert denkhausbremen gemeinsam mit  Verbänden der Zivilgesellschaft über die Grenzen des Wachstums und die politische Arbeit zu Degrowth. denkhausbremen koordiniert mit seinem Kooperationspartner BUND das Aktionsforum Bioökonomie. Dieses Netzwerk wurde 2018 gemeinsam mit dem Forum Umwelt und Entwicklung initiiert. Hier engagieren sich die deutschen Umwelt- und Entwicklungsorganisationen für eine ökologisch nachhaltige und sozial gerechte Bioökonomie.

## Finanzierung
denkhausbremen arbeitet unabhängig und finanziert seine Arbeit über Mittel des Bundesministeriums für Umwelt, Naturschutz und nukleare Sicherheit (BMU), Stiftungen und private Spenden.